# Loxomiza
Loxomiza là một chi bướm đêm thuộc họ Geometridae.